# Бягство от Форт Браво
„Бягство от Форт Браво“ (на английски: Escape from Fort Bravo) е американски пълнометражен игрален филм уестърн от 1953 година, режисиран от Джон Стърджис. В лентата участват актьорите Уилям Холдън, Елинор Паркър и Джон Форсайт.

## Сюжет
По време на американската гражданска война, Форт Браво е лагер за военнопленници на Конфедерацията. Изолираното му положение и обкръжаващата го враждебна среда, правят бягството оттам почти невъзможно, а всеки, който се опита е връщан от безмилостния капитан Ропър. Група затворници планира бягство и използва тексаска красавица, за да отвлече вниманието на капитана, планът проработва.

## В ролите
| Изпълнител       | Роля               |
| ---------------- | ------------------ |
| Уилям Холдън     | капитан Ропър      |
| Елинор Паркър    | Карла Форестър     |
| Джон Форсайт     | капитан Джон Маршу |
| Уилям Демарест   | Кембъл             |
| Уилям Кембъл     | Кабът Йънг         |
| Поли Берген      | Алис Оуенс         |
| Ричард Андерсън  | лейтенант Бийчър   |
| Карл Бентън Рийд | полковник Оуенс    |
| Джон Луптън      | Бейли              |